# Pylaía
Pylaía är en ort i Grekland.   Den ligger i prefekturen Nomós Thessaloníkis och regionen Mellersta Makedonien, i den norra delen av landet, 300 km norr om huvudstaden Aten. Pylaía ligger 90 meter över havet och antalet invånare är 23 494.
Terrängen runt Pylaía är platt åt sydväst, men åt nordost är den kuperad. Havet är nära Pylaía åt sydväst.Runt Pylaía är det ganska tätbefolkat, med 185 invånare per kvadratkilometer. Närmaste större samhälle är Thessaloníki, 6,8 km nordväst om Pylaía. == Kommentarer ==
1. ↑  Framräknat ur variansen i alla höjduppgifter (DEM 3") från Viewfinder Panoramas, inom 10 km radie.[2] Mer om algoritmen finns här: Användare:Lsjbot/Algoritmer.